# Mis peores amigos
Mis peores amigos: Promedio Rojo El Regreso es una película chilena de comedia juvenil, dirigida por Nicolás López y que se estrenó el año 2013.

## Sinopsis
Después de 10 años, Roberto, Condoro y Papitas se vuelven a juntar en la fiesta de cumpleaños de este último; ahí se enteran de que Papitas tiene una enfermedad al que le proyectan una sobrevida de solo 2 semanas. La hermana de Papitas (Gabriela) instará a que Roberto y Condoro le ayuden a cumplir deseos de una infantil lista escrita por ellos 3 cuando tenían 10 años, que consiste en abrazar a un duende, viajar en el futuro y otras cosas. Roberto y Condoro deberán hacer increíbles esfuerzos para hacerle creer a Papitas que en realidad harán todo eso antes de que el muera y poder irse feliz.

## Argumento
Han pasado 10 años de los acontecimientos ocurridos en Promedio Rojo, donde Roberto Rodríguez (Ariel Levy) decidió abandonar a sus mejores amigos que lo habían acompañado en su infancia y su época escolar para seguir su propio camino luego de que viera que junto a ellos no lograría nada en la vida, hecho desencadenado luego de que se hiciera popular con la historieta “Promedio Rojo,” basado en sus aventuras vividas en la primera película y su odio al romance de  Cristina Santelices y Fernando Leiva (este último más conocido como Fele). Un año después, Roberto va a  visitarla a España y esta le rompe el corazón al volver con Fele, tras lo cual finalmente veía que llegó la hora de matar esa mala imagen de nerd gordo, débil y derrotado con tal de lograr algo que jamás imaginaría hacer: madurar. De todos modos, una nueva imagen de Roberto tenía que nacer, la de un arquitecto flaco, fuerte y exitoso; un hombre distinto, al que nadie podría reconocer, ni siquiera sus antiguos mejores amigos.
En el presente, Hugo Delgado, alias Papitas (Sebastián Muñiz), prepara invitaciones para sus amigos en el marco de su cumpleaños N° 30, a lo que su hermana y cuidadora Gabriela (Paz Bascuñán), es encargada de repartirlas, y pese a la oposición inicial de los mejores amigos de su hermano (Horacio Sánchez, alias Condoro (Nicolás Martínez), no quería ir a la fiesta de Papitas, por culpa de un confuso incidente en que terminó en prisión; mientras que Roberto no podía ir, por razones laborales), ellos terminan cediendo dada la presión de Gabriela; una vez en la fiesta, Roberto fue a saludar a Condoro pero él lo desprecia debido a abandonarlos por diez años, en eso hace acto de presencia Papitas, quien revela que tiene une enfermedad terminal y que le quedaban 2 semanas de vida, aquí se revela el verdadero motivo por el que quiera que sus amigos asistieran a su fiesta: quiere que le cumplan una lista de deseos hecha por ellos cuando eran niños, para así morir feliz, a lo que aceptan pese a su oposición inicial (por ser deseos prácticamente imposibles de cumplir debido a ser simples fantasías).
El primer deseo de Papitas consiste en abrazar a un duende, a lo que Condoro y Roberto acuden al reconocido actor español radicado en Chile Fermín Castro (Javier Aller) para que interprete por un momento a un duende, sin embargo, todo salió al revés, puesto que Papitas, más allá de solo abrazarlo, quería quedarse con él para siempre (encerrándolo en una jaula y tratándolo como prisionero), por lo que, luego de un fracasado intento de rescate, y ante el temor de que Fermín decida contarle la verdad, deciden hacerle cumplir otro deseo, el cual es nada más y nada menos que viajar en el tiempo al futuro (en palabras de Papitas quería ver autos voladores, Iphones y halcones galácticos).
Ante un fallido intento de arrendar la réplica del De Lorean de Volver al Futuro en el Museo del Automóvil, Roberto construye junto a un mecánico su propio De Lorean, mientras Condoro se encarga de diseñar el futuro (dado el presupuesto de 100 millones de pesos entregado por Gabriela no les era problema realizar estos actos), pero cuando se enteran de que Papita planea quedarse 5 semanas en el futuro, y viendo la reacción de Fermín quien no aguantaba quedarse más con él, planean la muerte del duende en una versión catastrófica del futuro donde un Terminator asesina al duende de Papitas, causándole una terrible depresión, en ese entonces para consolar a Papitas le dan la oportunidad de viajar al pasado para salvar a su duende de su destino.
Luego de persuadir a Fermín para que interprete una vez más al duende, Condoro viaja al pasado con Papitas, exactamente en el momento en que lo conoció; el plan era simple: advertirle al duende de escapar antes de que el Papitas del futuro (interpretado por Roberto) lo abrase, evitando que se conozcan y así evitar morir posteriormente, pero Papitas una vez más hace caso omiso y nuevamente quería quedarse con el pese a la advertencia de Condoro sobre las consecuencias de cambiar el pasado, por lo que Fermín se aburre y le revela que todo es una mentira de sus amigos, lo que causa una discusión entre Condoro y Roberto en la que el primero le revela que borró un correo que Cristina le envió luego de volver de España diciendo que cometió un error al preferir a Fele antes que a él, a lo que Roberto y Condoro se enfrascan en una fuerte pelea y Papitas comienza a sufrir convulsiones que lo llevan a estar en el hospital en estado de coma.
Gabriela le cuenta a Roberto que su enfermedad comenzó cuando en la fiesta de reencuentro de 10 años de su generación escolar,ver que sus 2 amigos no asistieron, perdió toda motivación de seguir viviendo, para después serle descubierto un tumor en el cerebro que lo desahució, en esto Papitas despierta y comienza a  él fue el único asistente y al recitar una frase en élfico, y ante la necesidad de un traductor, llaman al padre de Condoro (Ramón Llao), quien se creía Vardamir del Señor de los Anillos, viste como él y piensa que todo lo de la obra de Tolkien es real, para enterarse de que el último deseo de Papitas es morir en Tierra Media.
Ante la negativa del médico, y triste por el inminente destino de Papitas, Gabriela revela que todo lo que les prometió es mentira (durante el film prometió viáticos por millones de pesos y hablo de una herencia para sus amigos en un intento por persuadirlos, cosa que lograría en parte a la actitud avara de Condoro), que lo hizo para que no lo dejaran solo, cosa que enfurece a Condoro y la trata de manipuladora como todas las mujeres, ganando el rechazo de Roberto quien la sigue fuera de la sala. Papitas vuelve a repetir su deseo y Condoro en un cargo de conciencia decide llevárselo en silla de ruedas a Nueva Zelanda (lugar donde se desarrolló la trilogía del Señor de Los Anillos), pero al no alcanzar el vuelo Papitas vuelve a convulsionarse en el aeropuerto.
Papitas despierta en un lugar rústico donde Vardamir dice que lo llevó a Elderan porque necesitan su ayuda, en eso aparece la Comunidad del Anillo (Roberto, Condoro y Gabriela), posteriormente Frodo Bolson (Fermín Castro) quien le encomienda la misión de custodiar un nuevo anillo creado por Sauron en el Persa Bio Bio, al ver lo terrible de su poder (cuando quiso ponérselo el resto actuaba como si les afectara , en referencia a lo que ocurría cada vez que alguien se colocaba el Anillo Único en el Señor de Los Anillos) a lo que Papitas, decide proteger el anillo por el resto de sus días, se levanta sorpresivamente de su silla de ruedas y comienza a caminar, para la sorpresa de todos los presentes.
Nuevos exámenes revelaron para sorpresa del doctor (quien literalmente no tenía esperanzas de vida para Papitas) que el tumor había desaparecido y sus amigos revelan que eso sucedió porque le dieron un motivo para vivir, ante esto Vardamir y Fermín se van del lugar (este último le revela a Roberto que esta vez no fue por dinero, si no para hacer feliz a un hombre en riesgo de morir), Condoro y Roberto se reconcilian luego de que el primero le confesara que borró el correo cuando regresó de España para asegurarse de que Cristina no le volviera a romper el corazón a su amigo, luego se despiden y toman caminos separados.
Tiempo después Roberto se prepara para viajar a Nueva York (donde trabajaba con una empresa japonesa en el diseño de un edificio y prolongó numerosas veces su regreso a EE. UU. por ayudar a Papitas), es en ese entonces cuando Gabriela lo espera fuera del edificio y le pide que autografiara su copia de “Promedio Rojo” (cuando viajó a Nueva York para invitarlo al cumpleaños le dice que era su cómic favorito) y también confesarle que le gustan los pelados (ya que cuando Roberto peleó con Condoro este le arrancó su gorro revelando su calvicie), pero cuando casi se besan Condoro aparece en el De Lorean diciendo que le robaron el anillo a Papitas y que deben en viajar al pasado para averiguar quién lo robo (Condoro le sacó el anillo para iniciar más aventuras con ellos), entonces Roberto decide acompañarlos en su aventura, besa finalmente a Gabriela y se suben al De Lorean para iniciar juntos una nueva aventura con ellos, sus mejores amigos.

## Elenco
- Ariel Levy como Roberto Rodríguez.
- Nicolás Martínez como Horacio Sánchez "Condoro".
- Sebastián Muñiz como Hugo Delgado "Papitas".
- Paz Bascuñán como Gabriela Delgado.
- Javier Aller como Fermín Castro.
- Ramón Llao como Vardamir Sánchez.
- Paulo Brunetti como Médico.
- Felipe Avello como Presentador de televisión.

- Datos: Q16607971